# 弗拉基米尔·瓦西里耶维奇·马尔科夫尼科夫
弗拉基米尔·瓦西里耶维奇·马尔科夫尼科夫（俄语： Владимир Васильевич Марковников，1837年12月22日—1904年2月11日），是一名俄国化学家。

## 生平
马尔科夫尼科夫最早攻读经济学，毕业后成为亚历山大·米哈伊洛维奇·布特列洛夫（Александр Михайлович Бутлеров）的助理，在喀山和圣彼得堡工作。1860年，他前往德国，向赫尔曼·科尔贝和埃米尔·埃伦迈尔学习化学。1869年，他回到俄罗斯，获得了博士学位并接替布特列洛夫担任喀山大学的化学教授。1871年，在一次与校方的冲突后，他前往敖德萨国立大学担任教职。两年后他前往莫斯科大学任职直到逝世。

## 研究工作
马尔科夫尼科夫最著名的成就是他于1869年提出的关于氢卤酸与烯烃亲电加成反应的马氏规则。在这一规则中，他提出卤素加成到连接氢原子最少的碳上，氢加成到接有最多氢原子的碳上。例如氯化氢（HCl）与丙烯 CH3－CH=CH2 加成倾向于得到2-氯代的产物 CH3－CHCl－CH3 而不是1-氯代的产物 CH3－CH2－CH2Cl 。这一规则在预测烯烃加成反应产物方面十分重要，但是并不能解决所有的问题。例如溴化氢在加成时既可遵循马氏规则，也可遵循反马氏规则，这一问题直到1933年才由莫里斯·S·卡拉施（Morris S. Kharasch）给出合理解释。
马尔科夫尼科夫在活着的时候并没有获得相应的承认。他的许多论文发表时使用的是俄语，的确使许多西欧化学家难以理解，但1870年他提出马氏规则的那一篇论文使用的是德语；然而这一规则只是他的一篇26页长的关于丁酸异构体的论文中一个4页的脚注，而且即使按照当时的标准这一理论的实验依据仍然太少。许多研究者认为，这一规则当时仅仅是一种猜想，直到大约60年后才得到承认在大多数情况下适用。
当时人们认为碳原子只能组成六元环，而马尔科夫尼科夫在1879年、1889年分别合成了四元碳环和七元碳环，推翻了这一说法，为有机化学的发展做出了贡献。
马尔科夫尼科夫还证明丁酸与异丁酸具有相同的化学式（C4H8O2）和不同的结构与性质，即它们是异构体。